# Ruslan Leonidowitsch Grizan

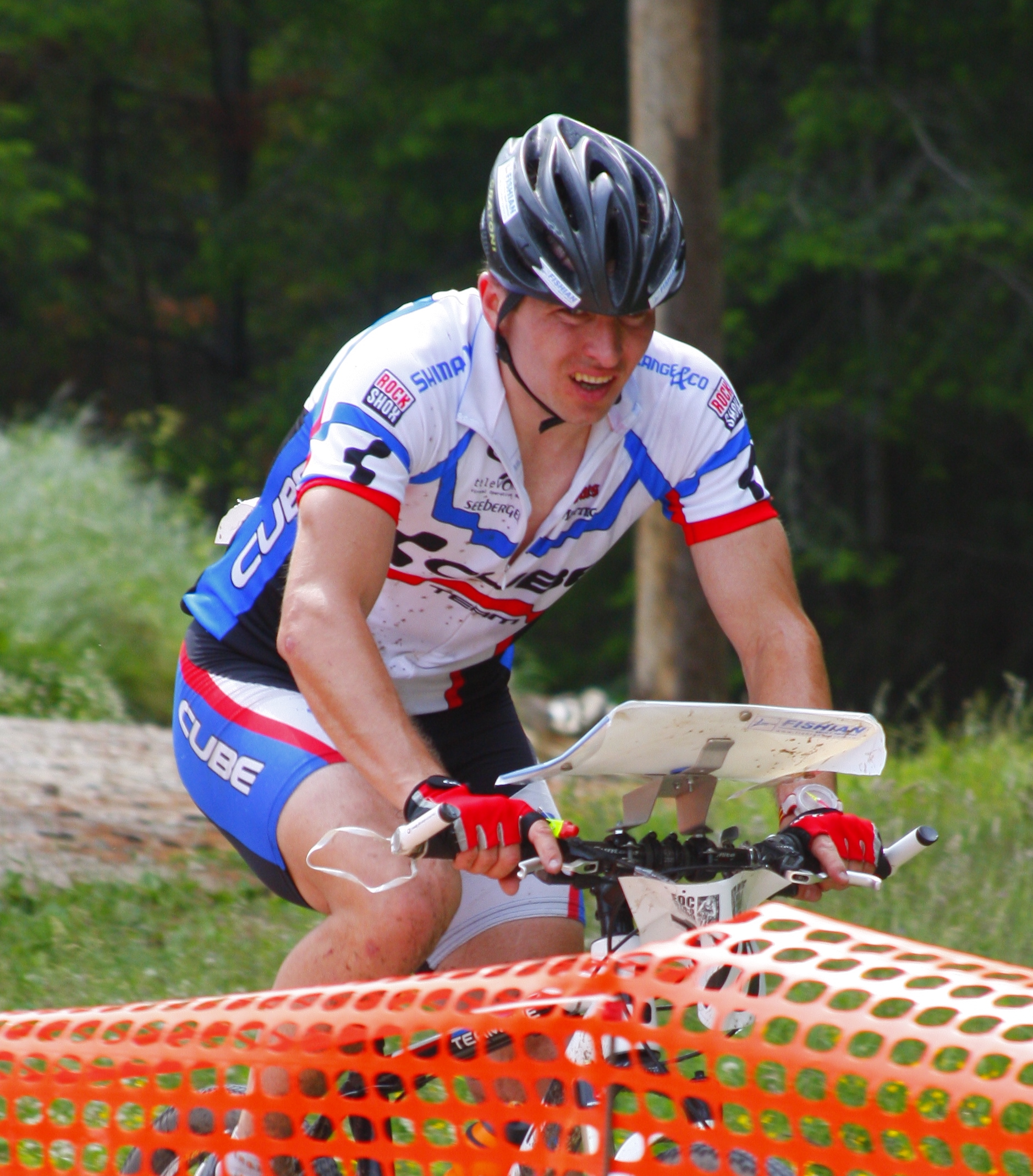
Ruslan Gristan bei der EMTBOC 2009

Ruslan Leonidowitsch Grizan (russisch Руслан Леонидович Грицан; * 7. Dezember 1978 in Moskau) ist ein russischer Ski-Orientierungsläufer und Mountainbike-Orientierungsfahrer.

## Laufbahn
Ruslan Grizan wurde 1998 Junioren-Weltmeister auf der Kurz- und auf der Langdistanz im Ski-Orientierungslauf. Bei den Weltmeisterschaften der Elite gewann Grizan zwischen 2002 und 2005 vier Goldmedaillen, darunter drei mit der russischen Staffel. 2004 wurde er in allen drei Einzelwettbewerben Vierter, während er bei den Ski-Orientierungslauf-Weltmeisterschaften im Jahr darauf im finnischen Levi zeitgleich mit seinem Landsmann Andrei Gruzdew Gold auf der Mitteldistanz gewann. 
Im Mountainbike-Orienteering debütierte Grizan 2004 bei den zweiten Weltmeisterschaften in dieser Disziplin. 2005 wurde er bereits zweifacher Weltmeister. Bis 2012 gewann er bei allen Weltmeisterschaften mindestens eine Medaille. Sieben Mal, darunter zweimal mit der Staffel wurde er Weltmeister.

## Platzierungen

### Ski-Orientierungslauf
Weltmeisterschaften: (4 × Gold)
- 2002: 19. Platz Sprint, 1. Platz Staffel
- 2004: 4. Platz Sprint, 4. Platz Mittel, 4. Platz Lang, 1. Platz Sprint
- 2005: 1. Platz Mittel, 4. Platz Lang, 1. Platz Staffel
- 2007: 9. Platz Mittel, 7. Platz Lang

Weltcup:
- 1999: 37. Platz
- 2000: 23. Platz
- 2001: 55. Platz
- 2003: 10. Platz
- 2006: 19. Platz

### Mountainbike-Orienteering
Weltmeisterschaften: (7 × Gold, 6 × Silber, 4 × Bronze)
- 2004: 10. Platz Mittel, 32. Platz Lang, 6. Platz Staffel
- 2005: 1. Platz Mittel, 1. Platz Lang, 4. Platz Staffel
- 2006: 3. Platz Mittel, 2. Platz Lang, 2. Platz Staffel
- 2007: 4. Platz Sprint, 57. Platz Mittel, 1. Platz Lang, 4. Platz Staffel
- 2008: 4. Platz Sprint, 5. Platz Mittel, 1. Platz Lang, 2. Platz Staffel
- 2009: 3. Platz Sprint, 10. Platz Mittel, 2. Platz Lang, 1. Platz Staffel
- 2010: 20. Platz Sprint, 4. Platz Mittel, 10. Platz Lang, 1. Platz Staffel
- 2011: 11. Platz Sprint, 2. Platz Mittel, 3. Platz Lang, 4. Platz Staffel
- 2012: 3. Platz Sprint, 5. Platz Mittel, 1. Platz Lang, 2. Platz Staffel
- 2013: 4. Platz Sprint, 4. Platz Mittel, 5. Platz Lang, 4. Platz Staffel

Europameisterschaften: (1 × Gold, 4 × Silber, 3 × Bronze)
- 2007: 11. Platz Sprint (inoffiziell), 8. Platz Mittel, 9. Platz Lang, 5. Platz Staffel
- 2008: 3. Platz Sprint, 7. Platz Mittel, 3. Platz Lang, 4. Platz Staffel
- 2009: 1. Platz Sprint, 6. Platz Mittel, 17. Platz Lang, 3. Platz Staffel
- 2011: 16. Platz Sprint, 7. Platz Mittel, 8. Platz Lang, 2. Platz Staffel
- 2013: 2. Platz Sprint, 6. Platz Mittel, 9. Platz Lang, 2. Platz Staffel, 2. Platz Mixed

Weltcup: (1 × Silber)
- 2010: 5. Platz
- 2011: 6. Platz
- 2012: 2. Platz
- 2013: 6. Platz